# نبردناو شارلمانی
نبردناو شارلمانی (به انگلیسی: French battleship Charlemagne) یک کشتی بود که طول آن ۱۱۷٫۷ متر (۳۸۶ فوت ۲ اینچ) بود. این کشتی در سال ۱۸۹۵ ساخته شد.